# Hypsugo pulveratus
Espèce
Statut de conservation UICN

 LC  : Préoccupation mineure
La Vespère chinoise (Hypsugo pulveratus) est une espèce de chauve-souris de la famille des Vespertilionidae.
Elle vit en Chine, au Laos, en Thaïlande et au Vietnam.